# マルセル・メーウウィス
マルセル・メーウウィス（Marcel Meeuwis、1980年10月31日 - ）は、オランダ・ホールレ出身の元サッカー選手。ポジションはMF。

## 経歴
2000-01年シーズンにヴィレムIIでデビューすると、02-03年シーズンより期限付き移籍を含み4シーズンに渡りエールステ・ディヴィジ(2部)にいたVVVフェンローに所属、主力として活躍。
2006-09年はエールディヴィジのローダへ移籍しここでも主力として活躍した。
2009-10年シーズンからはドイツへプレーの場を移し、1シーズン半にわたりドイツ・ブンデスリーガのボルシア・メンヒェングラートバッハでプレーしたものの主力として定着するには至らなかった。
そんな時、出場機会を得たいメーウウィスと、財政難により補強もままならないため不振に陥り経験豊富なベテランを求めていたフェイエノールトの思惑が合致し、2010-11シーズン冬の移籍市場で期限付き移籍でフェイエノールトへ移籍する。そしてプレミアリーグのアーセナルより期限付き移籍していた宮市亮と同じ試合で初出場し、以降共にプレーした。このシーズンのフェイエノールトはメーウウィスや宮市が加入した冬以降成績が上向き、最終的には10位で終えている。マリオ・ベーン監督も彼を高く評価し、残留を希望したが、結局残留はならず6シーズンぶりにVVVフェンローへフリートランスファーで復帰することになった。
1シーズン目にはキャプテンとしてチームを牽引し、エールディヴィジ残留に貢献した。2シーズン目となる2012-13シーズンにはキャプテンを辞退しプレーを続けていたが、チームが再度降格の危機に瀕している中で「うちの選手たちではジョゼ・モウリーニョですら結果を出すことはできない」とチームメイトを批判する問題発言をしてメンバーから外れ、2012年12月1日付けでチームを去ることが決まった。
2013年、オーストラリア・Aリーグのメルボルン・ハートFCと契約を結んだ。